# Semjon Dezjnjov

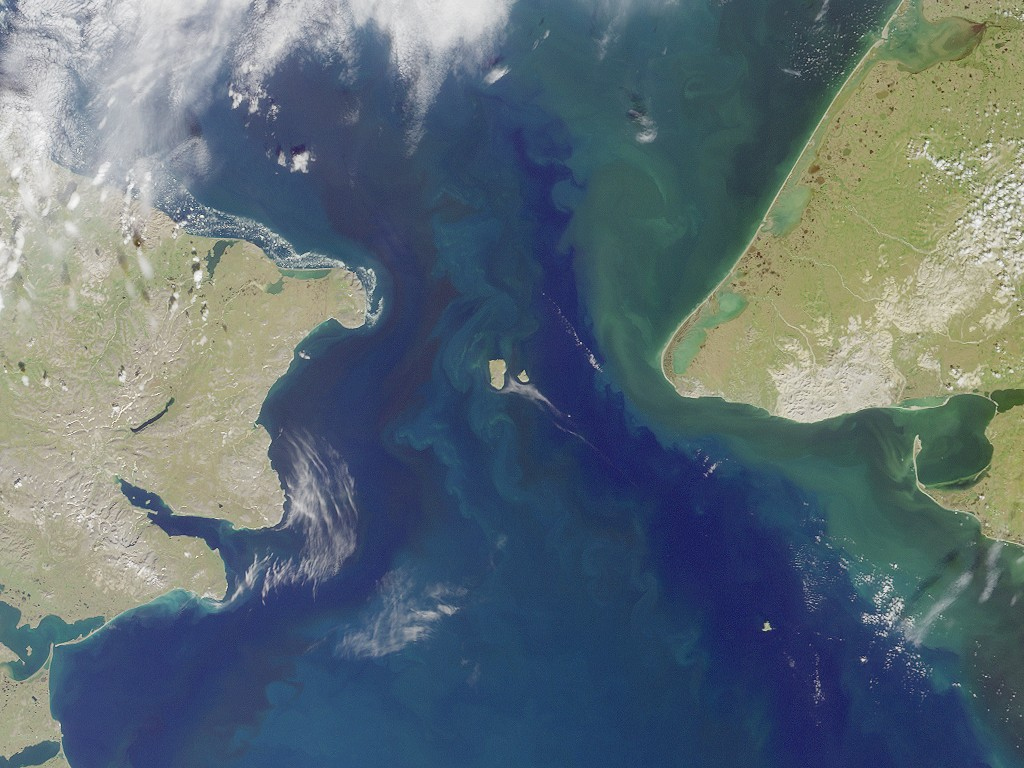
Berings sund

Semjon Dezjnjov (ryska: Семён Ива́нович Дежнёв, Semjon Ivanovitj Dezjnjov), född kring 1605 i Velikij Ustiug Vologda oblast, död 1673 i Moskva, var en rysk kosack och upptäcktsresande. Han utforskade stora delar av östra Sibirien och blev 1648 den förste att segla igenom sundet mellan Alaska och Sibirien, 80 år före Vitus Bering som senare fick ge sundet dess namn Berings sund.

## Biografi

### Tidiga liv
Endast lite är känt om Dezjnjovs liv. Han föddes i staden Velikij Ustiug i nordvästra Ryssland och började kring 1630 som skatteindrivare i statlig tjänst. Han begav sig till Sibirien där han arbetade bl.a. kring Tobolsk (Tiumen oblast) och Jenisejsk (Krasnojarsk kraj) innan han hamnade i Jakutsk (delrepubliken Sacha) kring 1638. Härifrån reste han runt i trakterna kring Indigirkafloden, Lenafloden och Janafloden och så långt österut som Kolymafloden (Kolyma).
I juni 1647 företog han tillsammans med pälshandlaren Fedot Alexejev en resa från Kolymafloden till Anadyrfloden men isförhållandena gjorde att de fick avbryta expeditionen.

### Expeditionen 1648
Den 20 juni 1648 startade en ny expedition mot området. 90 man i sju små båtar (av typen "kotj") lämnade staden Nizjnekolymsk med kurs österut och man nådde Kolymaflodens mynning i juli. Härifrån fortsatte man österut längs Tjuktjerhalvöns kust och rundade sedan Nordostkap och vidare mot sydväst till Diomedeöarna.
Därefter blev expeditionen dramatisk. Kring oktober försvann Alexejevs grupp spårlöst till havs under en storm och Dezjnjovs grupp förliste vid fastlandskusten där man tvingades övervintra vid Anadyrfloden som man nådde i december.
Våren 1649 fortsatte expeditionen uppför floden och grundlade handelsplatsen Anadyrsk ostrog nära nuvarande Markovo. Längre uppför floden stötte man sedan på Michail Staduchin och Semjon Motoras expedition som hade tagit landvägen från Jakutsk.
Rapporten om de nya upptäckterna och den 3 200 kilometer långa expeditionen hamnade dock i ett arkiv i Jakutsk och nådde aldrig S:t Petersburg.

### Senare liv
Dezjnjov och Motora stannade kvar och fortsatte utforska området till 1659 innan de återvände till Jakutsk dit de anlände våren 1661. 
Därefter gjorde Dezjnjov 1662 en resa till Moskva för att lämna en last av pälsar och kassakistor och återvände till Jakutsk 1664. I Moskva blev han befordrad till kosackhövding.
1670 fick han ånyo uppdraget att resa till Moskva med en värdefull last och han anlände dit 1672.
1673 avled den sjuklige Dezjnjov i Moskva.

## Eftermäle
Först 1736 återfann tyske historikern Gerhard Müller Dezjnjovs anteckningar i ett arkiv i Jakutsk.
1898 döptes Nordostkap i samband med 250-årsjubileet av Dezjnjovs resa till Kap Dezjnjov av tsar Nikolaj II.
Nedslagskratern Dejnev på planeten Mars är uppkallade efter honom.